# Chaos (film, 2001)
Chaos je francouzský hraný film z roku 2001, který režírovala Coline Serreau podle vlastního scénáře. Snímek měl světovou premiéru 3. října 2001.

## Děj
Manželský pár v autě jednoho večera v malé pařížské uličce spatří vyděšenou mladou dívku, jak běží k jejich vozidlu. Manžel Paul zamkne dveře a odmítá nechat ženu, která je žádá o pomoc, nastoupit. Mladou dívku dostihnou pronásledovatelé a poté ji před očima dvojice zmlátí. Paul se bojí problémů a zakazuje své ženě Hélène přivolat pomoc.
Přesto se další den Hélène snaží mladou dívku najít. Ukáže se, že byla převezena do nemocnice a je v kómatu. Hélène se rozhodne u ní počkat, dokud se neprobere.
Mladá dívka Malika po čase začne Hélène důvěřovat a vypráví jí svůj příběh. Narodila se v Alžírsku, kde žila do svých deseti let. Po smrti matky ji otec se sourozenci nechal repatriovat do Marseille. V šestnácti zjistila, že ji chce otec za peníze provdat za starého Alžířana. Rozhodla se uprchnout, ale stala se obětí sítě pasáků. Aby ji využili, drogují ji heroinem a obstarají jí falešný pas na jméno Noémie. Noémie po čase požádala šéfa organizace, aby ji poslal do Švýcarska, kde chce pracovat jako luxusní hosteska pro bohaté klienty. Nalákán penězi, které může přinést, její šéf souhlasí.
Noémie po příjezdu do Ženevy svede multimilionáře Blancheta, trpícího smrtelnou chorobou. Ten si uvědomuje, že jeho vlastní dědicové jen čekají na jeho smrt. Maliku si oblíbí a odkáže jí své jmění. Noémie ukryje peníze ve švýcarské bance, ale členové organizace to zjistí a v Paříži ji vystopují. Zbili ji, aby se přiznala, kde jsou Blanchetovy peníze.
Noémie a Hélène vymyslí plán, jak se jednou provždy zbavit pasáků. Noémie přesvědčí šéfa organizace, že jeden z hlavních pasáků Touki už jí peníze vzal. Šéf zabije Toukiho přímo pod zraky policistů, které Noémie předem varovala. Vedoucí organizace je poté zatčen.
Malika zároveň použije peníze, aby zachránila svou mladší sestru před nuceným sňatkem. Spolu s Hélène se také Paulovi pomstí tím, že ho svede. Hélène už ztratila iluze o svém manželovi a poté ho opustí.

## Obsazení
| Vincent Lindon        | Paul Vidal                 |
| Catherine Frot        | Hélène Vidal               |
| Rachida Brakni        | Noémie / Malika Tarek      |
| Line Renaud           | Mamie, matka Paula         |
| Aurélien Wiik         | Fabrice Vidal, syn         |
| Vincent Branchet      | Raoul                      |
| Ivan Franek           | Touki                      |
| Michel Lagueyrie      | Marsat                     |
| Wojciech Pszoniak     | Pali                       |
| Eric Poulain          | mladý policista            |
| Omar-Echériff Attalah | Tarek, otec Maliky         |
| Hajar Nouma           | Zora Tarek                 |
| Chloé Lambert         | Florence                   |
| Marie Denarnaud       | Charlotte                  |
| Jean-Marc Stehlé      | Blanchet                   |
| Léa Drucker           | Nicole                     |
| Vincent Pannetier     | klient v kavárně L'Horloge |
| Valérie Benguigui     | lékař                      |
| Gilles Cohen          | lékař                      |
| David Gabison         | vrátný v hotelu Lutetia    |
| Slimane Hadjar        | Saïd Tarek                 |
| Sébastien Monteiro    | Abdel Tarek                |
| Marc Prin             | Blanchetův syn             |

## Ocenění
- César: nejslibnější herečka (Rachida Brakni), nominace v kategoriích nejlepší film, nejlepší scénář (), nejlepší herečka (Catherine Frot) a nejlepší herečka ve vedlejší roli (Line Renaud)
- Cena Lumières: nejnadějnější herečka (Rachida Brakni)
- Norský mezinárodní filmový festival v Haugesundu: Cena diváků a Cena kritiků